# Бишевиці (Лодзинське воєводство)
Бишевиці (пол. Byszewice) — село в Польщі, у гміні Рава-Мазовецька Равського повіту Лодзинського воєводства.
Населення — 252 особи (2011).
У 1975-1998 роках село належало до Скерневицького воєводства.

## Демографія
Демографічна структура станом на 31 березня 2011 року:
|          | Загалом | Допрацездатний вік | Працездатний вік | Постпрацездатний вік |
| -------- | ------- | ------------------ | ---------------- | -------------------- |
| Чоловіки | 126     | 28                 | 89               | 9                    |
| Жінки    | 126     | 38                 | 65               | 23                   |
| Разом    | 252     | 66                 | 154              | 32                   |